# Touros
Touros, amtlich portugiesisch Município de Touros, ist eine Gemeinde in Rio Grande do Norte in der Nordostregion Brasiliens. Der Ort ist auch als „Esquina Brasiliera“ (Brasilianische Ecke) bekannt, da er sich an der nordöstlichsten Ecke des Landes befindet und die nächstgelegene südamerikanische Stadt zu Afrika ist (2841 km von Kabrousse im südwestlichen Senegal entfernt). Die Gemeinde hatte mit Schätzung zum 1. Juli 2021 33.716 Einwohner, die Tourenser genannt werden und auf einer Gemeindefläche von rund 754 km² leben. Die Entfernung zur Hauptstadt Natal beträgt 91 km.
Touros hat viele Fische und es gibt ein nahe gelegenes Meerwasserbecken (parracho) im Ozean, das von Korallenriffen gebildet wird.

## Toponymie
Die Namensherkunft ist ungesichert.

## Geographie
Zu den angrenzenden Gemeinden gehören Rio do Fogo im Südosten, Pureza im Süden, João Câmara im Südwesten, Parazinho weiter im Westen und São Miguel do Gostoso im Nordwesten.

Angrenzende Gemeinden

In der Nähe von Touros liegt Rio Carnaubinha. 
Die Höhe liegt zwischen 2 Metern (Zentrum der Stadt am Meer) und 72 Metern im Landesinneren.

### Klima
In Touros herrscht tropisches Klima. Im Südwinter gibt es deutlich weniger Niederschläge als im Südsommer. Die Klimaklassifikation nach Köppen und Geiger lautet Aw. Im Jahresdurchschnitt liegt die Temperatur bei 26,2 °C. Innerhalb eines Jahres gibt es 976 mm Niederschlag.

## Geschichte
In den 1790er Jahren (1792 bis 1796) kam es zu einer Dürre im damaligen Kapitanat Rio Grande, die landwirtschaftliche Betriebe und Arbeiter nach Touros brachte, da dort das Land fruchtbar war und für die Landwirtschaft genutzt werden konnte.
Die anfängliche Siedlung, ein Fischerdorf, wurde am 5. September 1823 zu einem Bezirk, dem Distrito de Touros. 1832 wurde der Pfarrbezirk Freguesia do Bom Jesus dos Navegantes do Porto de Touros gegründet. Am 11. April 1833 erhob der Beschluss des Provinzrates der Provinz Rio Grande do Norte Touros zu einer Vila (Vila de Touros), die auch von Ceará-Mirim getrennt wurde. Dies wurde im Landesgesetz Nr. 21 vom 27. März 1835 bestätigt, was auch als Gründungsdatum des Munizips gilt.
Das Gemeindegebiet war ursprünglich sehr groß, sie hatte 180 km Küste. Später wurden aus Touros eigene Gemeinden gegründet, darunter 1962 Maxaranguape, Pureza und São Miguel do Gostoso.

## Verwaltungsgliederung
Touros besteht aus einem Gesamtbezirk mit 27 benannten Siedlungen:
- Arribão
- Assentamento Aracati
- Assentamento Canudos
- Assentamento Chico Mendes I
- Assentamento Chico Mendes II
- Assentamento Planalto do Retiro
- Santo Antônio
- Baixa do Quinquim
- Boa Cica
- Boqueirão
- Cajá
- Cajueiro
- Carnaubal
- Carnaubinha
- Geral
- Golandim
- Lagoa de Serra Verde
- Lagoa do Sal
- Monte Alegre
- Perobas
- Santa Luzia
- São José
- Tubiba
- Vila Assis
- Vila Israel
- Vila Maine
- Zabelê.

## Demografie

### Ethnische Zusammensetzung
| Gruppe *    | 1991   | 2000   | 2010   | wer sich als …                                                                   |
| ----------- | ------ | ------ | ------ | -------------------------------------------------------------------------------- |
| Weiße       | 5.910  | 9.246  | 9.305  | weiß bezeichnet                                                                  |
| Schwarze    | 274    | 1.484  | 1.224  | schwarz bezeichnet                                                               |
| Gelbe       | 38     | 33     | 311    | von fernöstlicher Herkunft wie japanisch, chinesisch, koreanisch etc. bezeichnet |
| Braune      | 20.739 | 16.960 | 20.217 | braun oder als Mischung aus mehreren Gruppen bezeichnet                          |
| Indigene    | –      | –      | 32     | Ureinwohner oder Indigener bezeichnet                                            |
| ohne Angabe | 81     | 156    | –      |                                                                                  |

* Anmerkung: Das IBGE verwendet für Volkszählungen ausschließlich diese fünf Gruppen. Es verzichtet bewusst auf Erläuterungen. Die Zugehörigkeit wird vom Einwohner selbst festgelegt.

Quelle: IBGE (Stand: 1991, 2000 und 2010)

## Sehenswürdigkeiten
Der Farol do Calcanhar, zeitweilig Brasiliens größter Leuchtturm, befindet sich in Touros. Das Touros Village Beach Resort ist auch eine Touristenattraktion sowie die denkmalgeschützte Forte de Touros (Festung von Touros) aus dem Jahr 1808. Touros verfügt über Strände wie den Praia de Perobas oder Lagoa do Sal und Dünen.

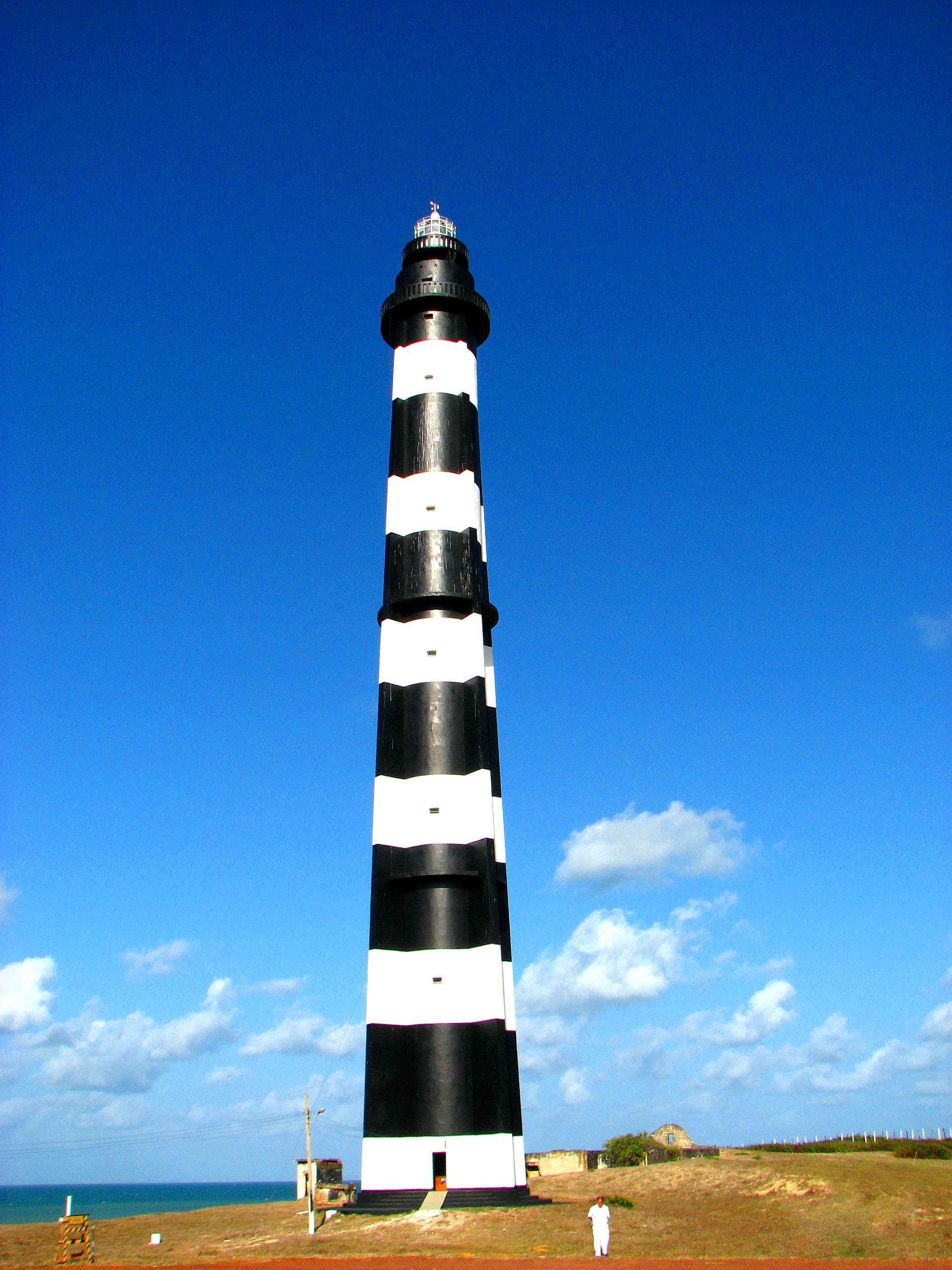
Leuchtturm Calcanhar
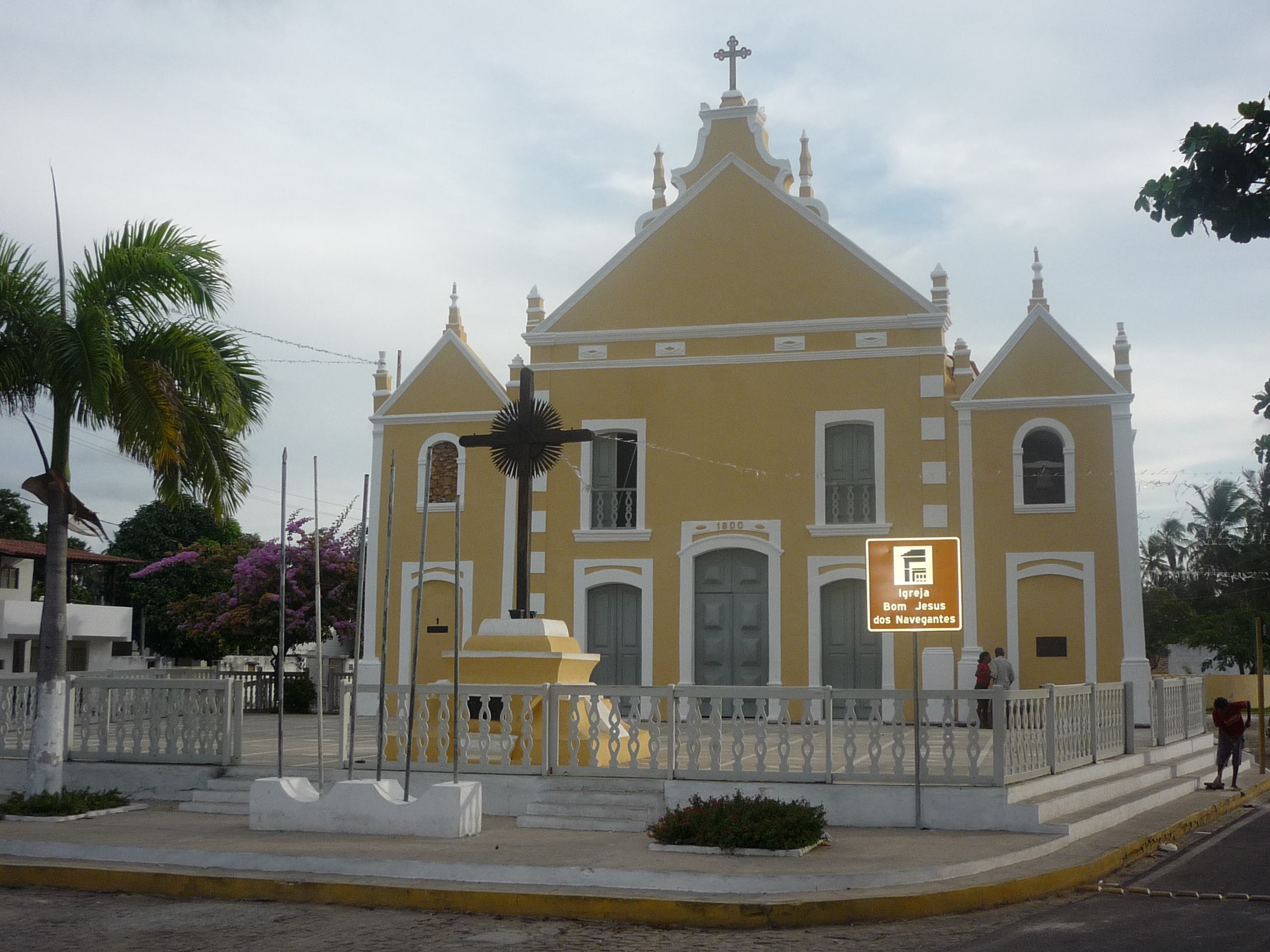
Hauptkirche von Touros
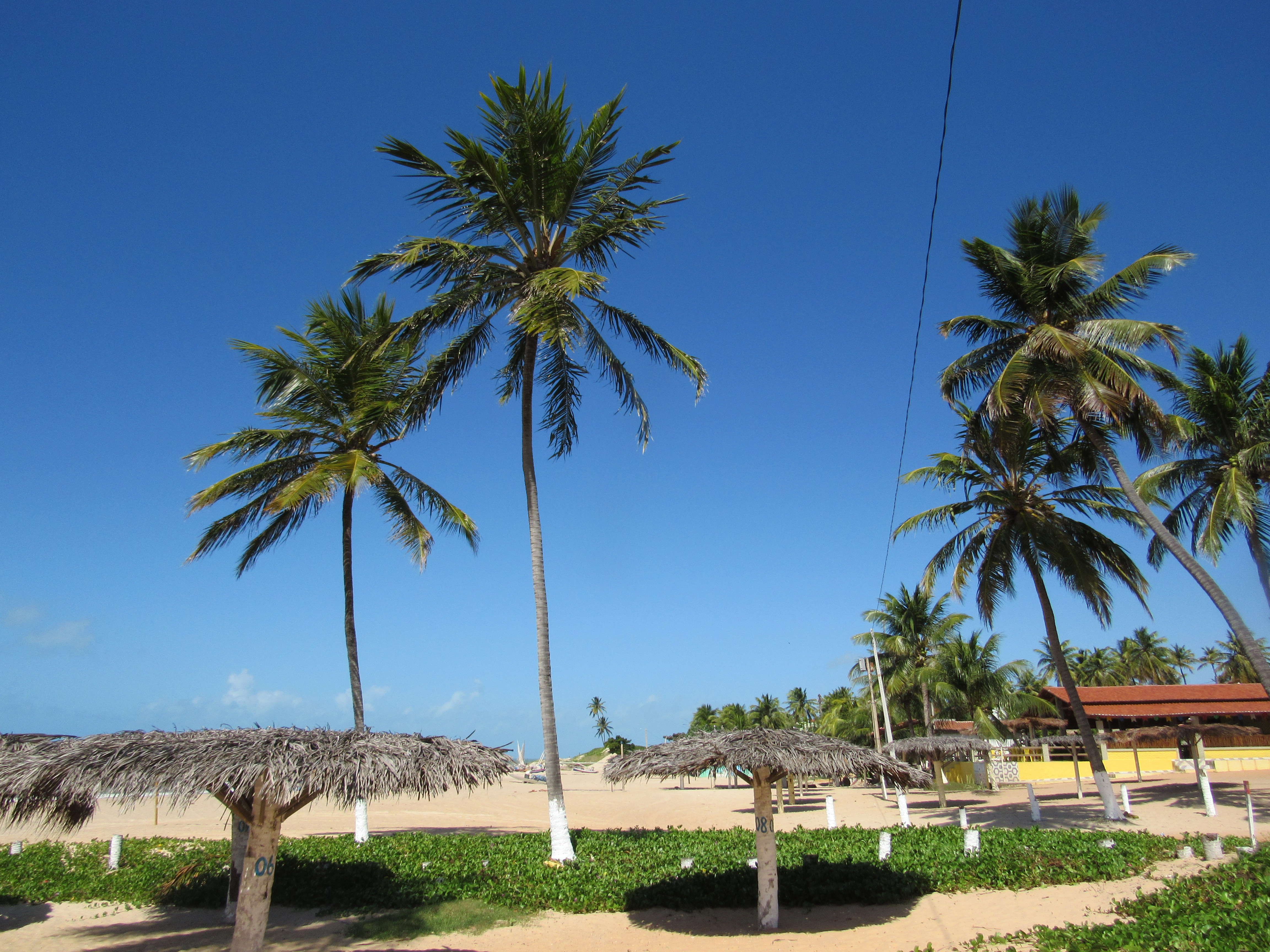
Praia de Perobas
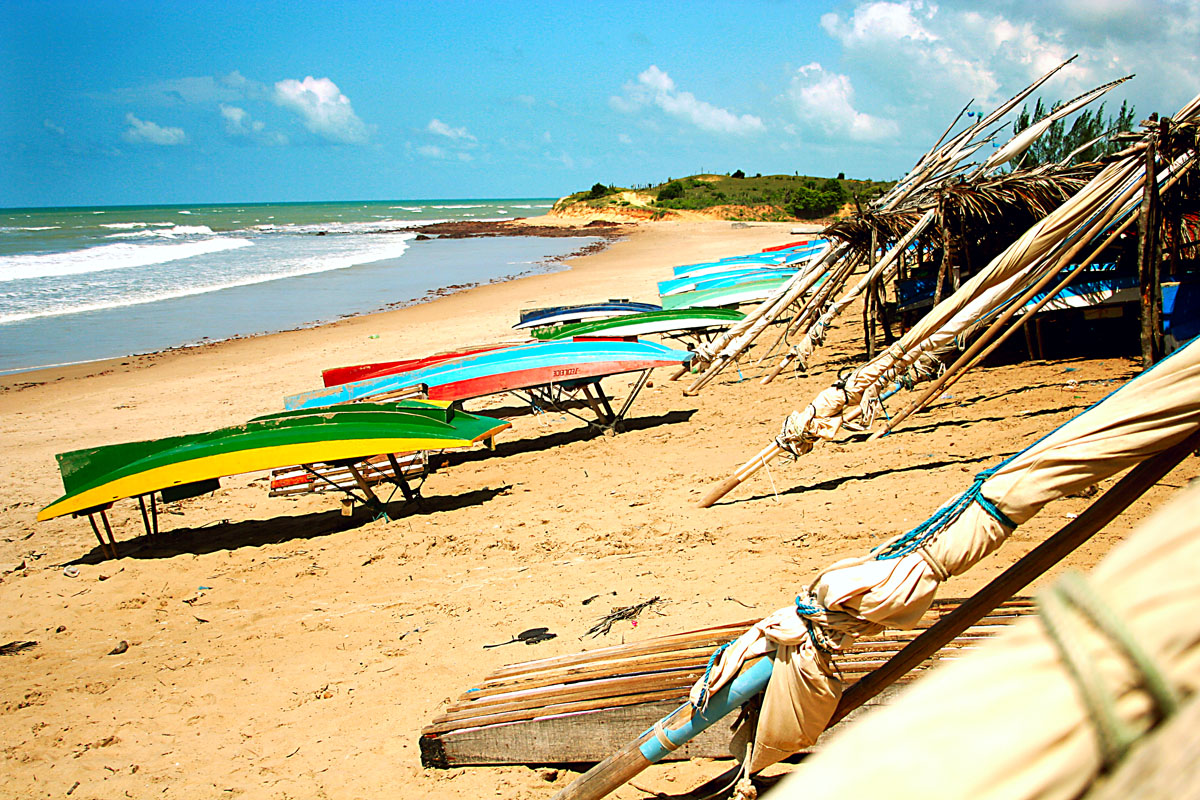
Lagoa do Sal

## Transport und Verkehr

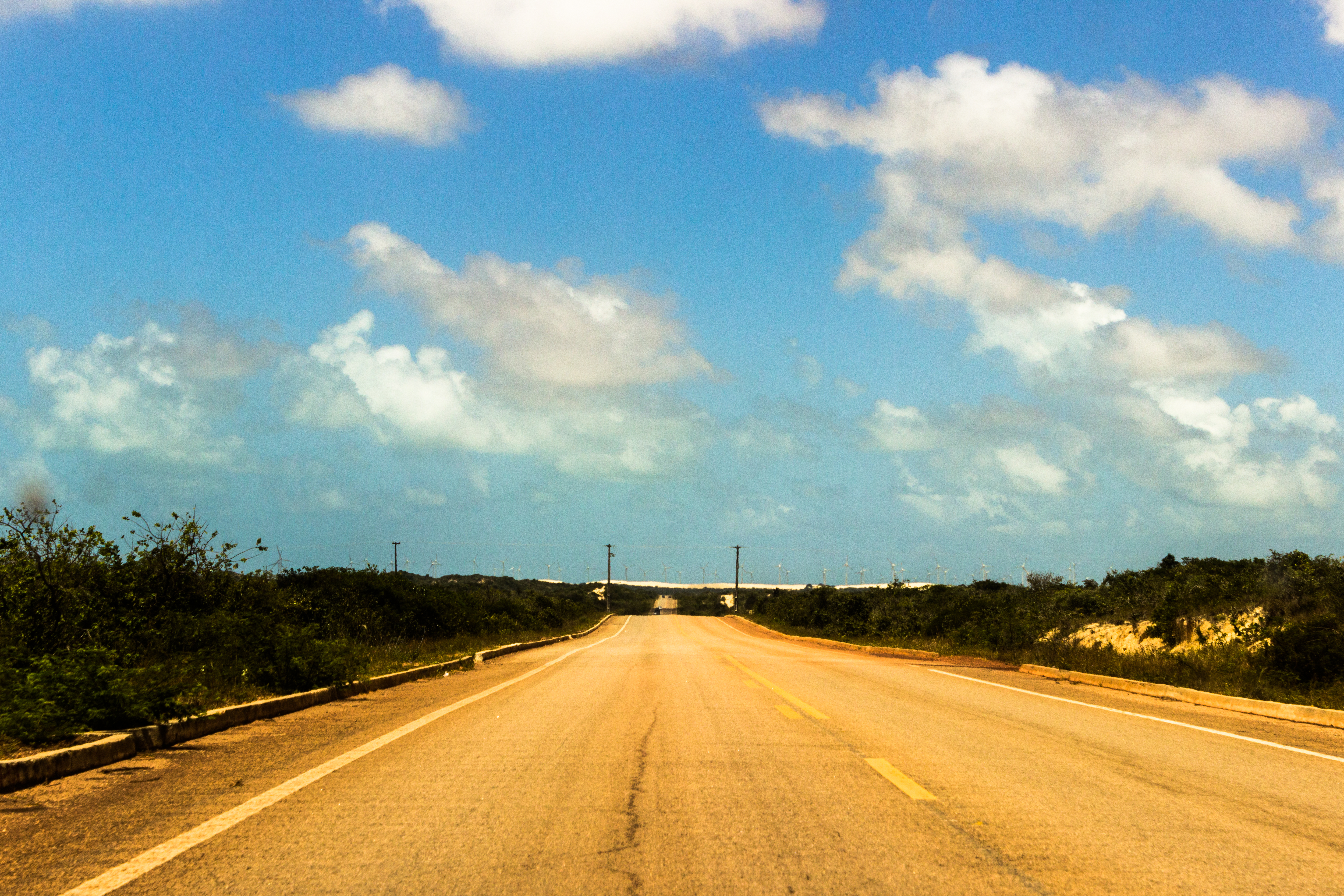
BR-101 in Touros

Der nördlichste Abschnitt der Fernstraße BR-101 befindet sich in Touros, dem Beginn der mit 4572 km längsten Fernstraße Brasiliens, die kurz hinter São José do Norte (Bundesstaat Rio Grande do Sul) endet.

## Stadtwappen und Flagge
Das Stadtwappen enthält mittig im Schild die Hauptattraktion, den Leuchtturm von Calcanhar. Im Inneren befinden sich vier Teile, oben links und unten links lila und die anderen beiden weiß, unten links eine Palme und unten rechts ein Segelboot im Wasser. 
Die Flaggenfarbe ist Hellblau mit einem weißen Abschnitt.

## Natur
Im Meer gibt es Meerestiere wie Fische, Weichtiere etc. Eine im Atlantik östlich von Touros heimische Zapfenschneckenart ist Conus tourosensis, die im März 2018 erstbeschrieben wurde.

## Söhne und Töchter der Gemeinde
- Edilson Soares Nobre (* 1965), römisch-katholischer Bischof
- Edson Felipe da Cruz (* 1991), Fußballspieler